# Pero Ourigues da Nóbrega
Pero Ourigues da Nóbrega (c. 1200 -?) foi um nobre do Reino de Portugal. Foi camareiro e tido como amigo íntimo do infante D. Afonso, conde de Bolonha, depois D. Afonso III de Portugal (Coimbra, 5 de Maio de 1210 – id., 16 de Fevereiro de 1279), cognominado O Bolonhês por ter sido casado com a condessa Matilde II de Bolonha, o quinto Rei de Portugal.

## Relações familiares
Foi filho de Rodrigo da Nóbrega e de Maria Lourenço da Cunha, filha de Lourenço Fernandes da Cunha (1180-c.1128) cavaleiro medieval do Reino de Portugal. Foi cavaleiro da Honra de Varzim (Honrra de Veracim), sistema feudal que floresceu na Europa do século XI e XII, com heranças mantidas juntas e administradas em conjunto, com caput no centro da Póvoa de Varzim (Villa Veracin), onde tinha o seu palácio e de seus filhos. Neto de Guterre Pelágio que o conde D. Henrique fez Senhor de Varzim, ganhou vários domínios pelo reino, o poder deste cavaleiro e por acreditar que a sua família conspirava contra o rei, levou D. Sancho a destruir-lhe a torre de Cunha, várias propriedades agrícolas em Cunha e Varzim, e capturou o Porto de Varzim, este último persistirá a ser uma questão entre a honra de Varzim e os réis portugueses até ao reinado de Dinis de Portugal.
Casou com Maria Viegas de Ribadouro, filha de Egas Lourenço Coelho (1110 - 1160) e de Mór Mendes de Penagate (1140 -?), Condessa e senhora de Penagate, de quem teve:
1. Estevão de Aboim casou por duas vezes, uma com Maria Anes, antes casada com Soeiro Mendes Petite[2][3][4] e filha de João Pires Brochardo e a segunda com Ximena Soares de Alfange,
2. João Peres de Aboim (c. 1220 - 15 de março de 1285) casado com Marinha Afonso de Arganil,
3. Fernão Pires Farinquel da Nóbrega,
4. Estevainha Pires da Nóbrega casada com João Gonçalves de Barbudo,
5. Sancha Pires da Nóbrega